# Lidia Augustyniak
Lidia Edyta Augustyniak (ur. 14 maja 1994) – polska lekkoatletka specjalizująca się w rzucie dyskiem.

## Kariera
Zdobyła mistrzostwo Polski seniorów w 2017 i 2018. Była również młodzieżową mistrzynią Polski w 2015 i 2016 oraz wicemistrzynią Polski juniorów w 2012.
Wystąpiła na Letniej Uniwersjadzie  w 2017 w Tajpej, gdzie w finale rzutu dyskiem zajęła 9. miejsce.
Jej rekord życiowy wynosi 59,42 m (1 czerwca 2019 w Łodzi).
Jest studentką Wyższej Szkoły Bankowej w Toruniu.